# 1973
1973 (MCMLXXIII) a fost un an obișnuit al calendarului gregorian, care a început într-o zi de luni.

## Evenimente

### Ianuarie
- 1 ianuarie: Marea Britanie, Irlanda și Danemarca intră în Comunitatea Europeană, care mai târziu va deveni Uniunea Europeană. Astfel, Europa celor 6 devine Europa celor 9.
- 2 ianuarie: Asteroidul 11785 Migaic este desoperit de N. S. Cernîh la Observatorul Astrofizic din Crimeea.
- 6 ianuarie: Richard Nixon este declarat oficial câștigător al Alegerilor prezidențiale din Statele Unite din 1972.
- 7 ianuarie: La Paris, Henry Kissinger, consilier prezidențial pe probleme de securitate națională, și Le Duc Tho, conducătorul delegației nord-vietnameze, duc negocieri de pace cu privire la războiul din Vietnam.
- 17 ianuarie: Ferdinand Marcos devine președinte pe viață al statului Filipine.
- 23 ianuarie: Președintele american, Richard Nixon, anunță încheierea unui acord de încetare a ostilitățiilor din Vietnam. Acordul va fi semnat pe 27 ianuarie, la Paris.

### Februarie
- 7 februarie: Afacerea Watergate: Senatul Statelor Unite votează cu 77–0 pentru stabilirea unui comitet restrâns care să investigheze Watergate.
- 10 februarie: Formația ABBA interpretează melodia "Ring Ring" la concursul care selectează piesa Suediei în viitorul concurs Eurovision. Vor ieși pe locul trei.

### Martie
- 7 martie: Cometa Kohoutek este descoperită de astonomul ceh Luboš Kohoutek.
- 17 martie: Regina Elisabeta a II-a a Regatului Unit inaugurează noul London Bridge.
- 29 martie: Ultimul soldat american părăsește Vietnamul.

### Aprilie
- 5 aprilie: La o clinică chirurgicală din Târgu Mureș, o echipă de medici, condusă de prof. dr. Ioan Pop de Popa, efectuează prima operație pe cord deschis din România.
- 6 aprilie: NASA lansează Pioneer 11 cu misiunea de a studia sistemul solar.

### Mai
- 3 mai: Sears Tower din Chicago devine cea mai înaltă clădire din lume, cu o înălțime totală de 527 m.
- 26 mai: În cursul vizitei oficiale de stat în Italia, Nicolae Ceaușescu este primit în audiență de Papa Paul al VI-lea. Ceaușescu se arată interesat de reglementarea situației Bisericii Române Unite, prin trecerea greco-catolicilor la ritul latin (romano-catolic), propunere respinsă de Vatican.

### Iunie
- 1 iunie: Junta militară greacă abolește monarhia și proclamă republica.
- 5 iunie: Ilie Năstase câștigă turneul de tenis de la Roland Garros.
- 24 iunie: Leonid Brejnev este primul lider sovietic care se adresează poporului american într-o emisiune televizată.
- 30 iunie: Cea mai lungă eclipsă totală de soare al secolului XX (6 min. 20 sec.).

### Septembrie
- 17 septembrie: Adrian Păunescu înființează Cenaclul Flacăra, pe care îl va conduce vreme de 12 ani.

### Octombrie
- 6 octombrie: A început al cincilea (dintr-o serie de șase) război arabo-israelian. Egiptul și Siria au atacat Israelul (Războiul de Yom Kippur), însă, în ciuda unui succes al arabilor, conflictul nu a avut un final hotărâtor. Conflictul s-a încheiat la 26 octombrie 1973.
- 20 octombrie: A fost inaugurată clădirea Operei din Sydney, creație a arhitectului danez Jørn Utzon. A fost construită între martie 1959-1973.
- 30 octombrie: La Istanbul, președintele turc Fahri Korutürk, inaugurează Podul Bosfor, al patrulea pod suspendat din lume ca lungime la acea dată.

### Decembrie
- 3 decembrie: Nicolae Ceaușescu ajunge în Statele Unite pentru o vizită oficială. Va fi primit cu toate onorurile de stat. Ceaușescu își dorea obținerea clauzei națiunii celei mai favorizate, ce presupunea facilități vamale pentru produsele românești importate de SUA. Mai dorea, de asemenea, un credit de 500-600 milioane dolari, pe termen lung, cu o dobândă de 2%. Creditul, a spus Ceaușescu la Washington, D.C., urma să fie folosit de România pentru achiziționarea unor tehnologii americane necesare industriei românești. Va părăsi SUA fără a obține nici clauza, nici împrumutul.
- 20 decembrie: Este inaugurată noua clădire a Teatrului Național "I.L.Caragiale" din București.

## Arte, științe, literatură și filozofie
- 24 martie: Trupa rock Pink Floyd, lansează albumul Dark Side of the Moon.
- Aleksandr Soljenițîn publică Arhipelagul Gulag.
- Apare Cahiers roumains d'études littéraires sub conducerea lui Adrian Marino.
- Constantin Noica publică Creație și frumos în rostirea românească.
- Emil Cioran publică la Paris De l'inconvénient d'être né (Despre neajunsul de a te fi născut).
- Eugen Ionescu publică la Paris romanul Însinguratul.
- Mircea Eliade publică la Paris Fragments d'un journal (1945-1969).

## Nașteri

### Ianuarie
- 1 ianuarie: Elek Jakab, pictor român (d. 2005)
- 1 ianuarie: Madeleine Peyroux, compozitoare, chitaristă și cântăreață de jazz, americană
- 3 ianuarie: Gigi Gorga, fotbalist român (atacant)
- 5 ianuarie: Irinel Ioan Stativă, politician român
- 9 ianuarie: Sean Paul (Sean Paul Ryan Francis Henriques), cântăreț jamaican
- 10 ianuarie: Iker Jiménez, jurnalist spaniol
- 11 ianuarie: Rockmond Dunbar, actor american
- 12 ianuarie: Remus Borza, politician român
- 12 ianuarie: Hande Yener, cântăreață turcă
- 14 ianuarie: Giancarlo Fisichella, pilot italian de Formula 1
- 15 ianuarie: Tomáš Galásek, fotbalist ceh
- 17 ianuarie: Cuauhtémoc Blanco (Cuauhtémoc Blanco Bravo), fotbalist mexican (atacant)
- 19 ianuarie: Tania Popa, actriță română
- 20 ianuarie: Liana Dumitrescu, politiciană română (d. 2011)
- 20 ianuarie: Gabriel Badea-Păun, istoric de artă și eseist român
- 22 ianuarie: Rogério Ceni (Rogério Mücke Ceni), fotbalist brazilian (portar)
- 23 ianuarie: Dmitri Isaev, actor rus
- 23 ianuarie: Iudif (Maria Katz), cântăreață rusă
- 23 ianuarie: Alin Augustin Florin Popoviciu, politician român
- 24 ianuarie: Veaceslav Platon, politician din R. Moldova
- 24 ianuarie: Andrei Popov, politician din R. Moldova
- 24 ianuarie: Adi de la Vâlcea (n. Adrian Nicolae Dinuț), cântăreț român de manele
- 27 ianuarie: Eugen Baștină (Daniel Eugen Baștină), fotbalist român
- 30 ianuarie: Mihaela Ciobanu, handbalistă spaniolă de etnie română

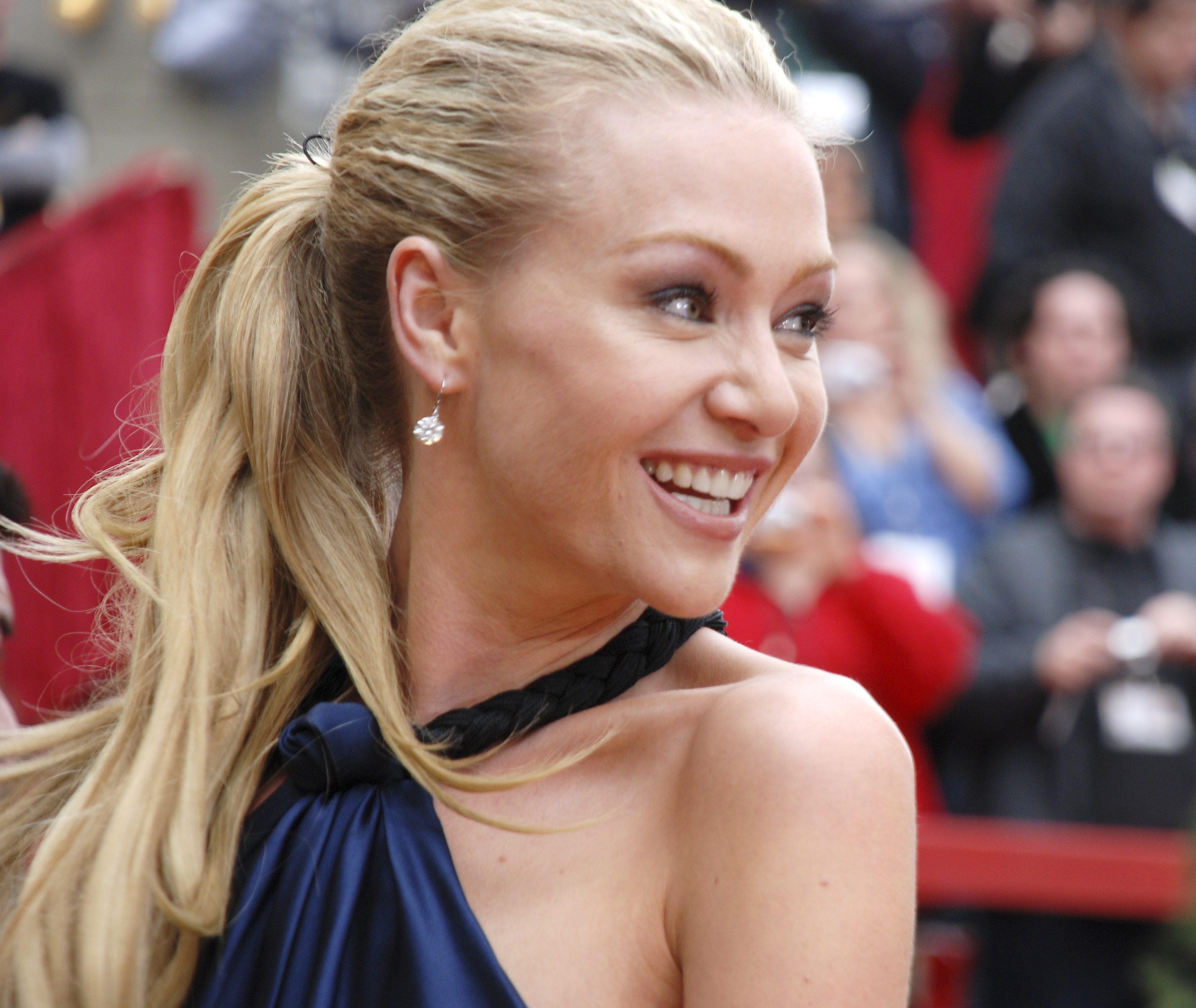
Portia de Rossi, actriță americană

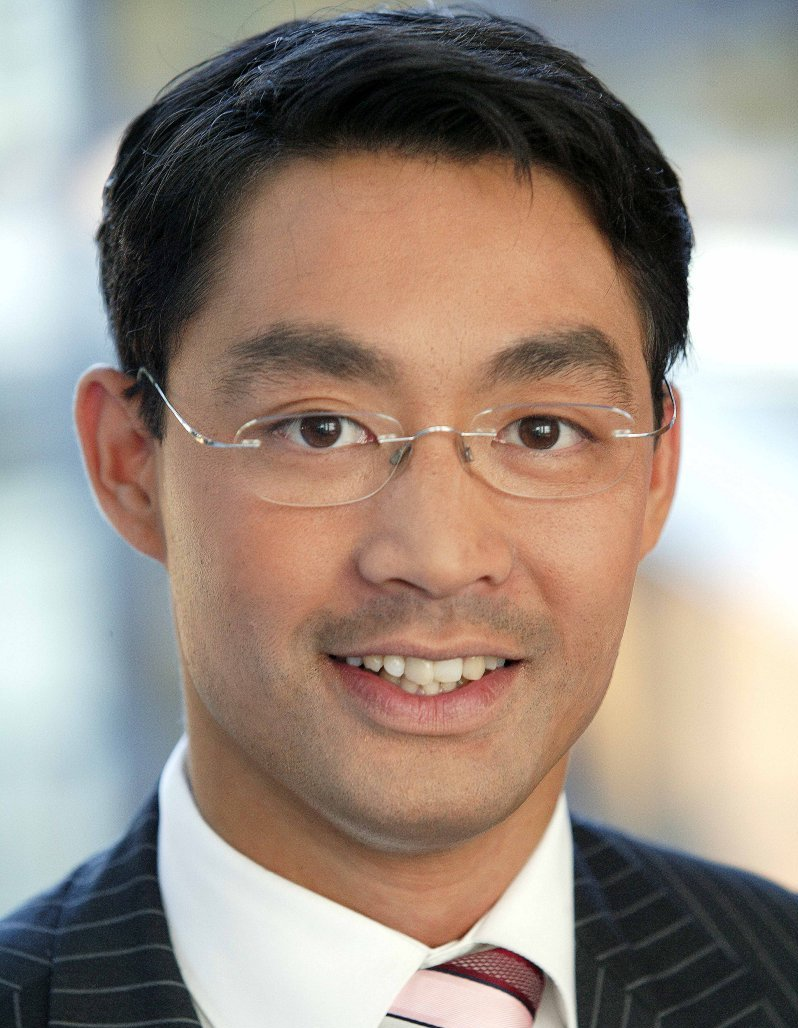
Philipp Rösler, politician german

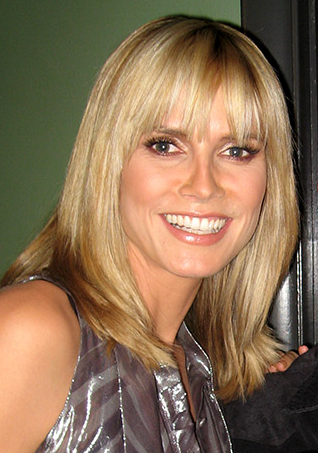
Heidi Klum, fotomodel și moderatoare TV nord-americană de origine germană

- 31 ianuarie: Portia de Rossi, actriță americană de film

### Februarie
- 1 februarie: Mihai Guriță, fotbalist român (atacant)
- 1 februarie: Yuri Landman, muzician neerlandez și constructor de instrumente muzicale
- 4 februarie: Oscar De La Hoya, pugilist profesionist american, de etnie mexicană
- 5 februarie: Sergiu Chirilov (n. Serghei Chirilov), fotbalist din R. Moldova (atacant)
- 5 februarie: Trijntje Oosterhuis, cântăreață neerlandeză
- 6 februarie: Gabriela Potorac, sportivă română (gimnastică artistică)
- 8 februarie: Peter V. Brett, scriitor american
- 11 februarie: Varg Vikernes (n. Kristian Larssøn Vikernes), muzician norvegian
- 15 februarie: Oliver Jens Schmitt, istoric elvețian
- 17 februarie: Goran Bunjevčević, fotbalist sârb (d. 2018)
- 18 februarie: Claude Makélélé (Claude Makélélé Sinda), fotbalist francez
- 20 februarie: Liviu Ioan Zgârciu, istoric român
- 24 februarie: Chris Fehn (Christopher Michael Fehn), percuționist american (Slipknot)
- 24 februarie: Philipp Rösler, politician german, ministru federal (2009-2013)
- 26 februarie: ATB (Andre Tanneberger), DJ german
- 26 februarie: Ole Gunnar Solskjær, fotbalist norvegian (atacant)
- 26 februarie: Małgorzata Szumowska, regizoare de film, poloneză
- 27 februarie: Li Bingbing, actriță chineză

### Martie
- 3 martie: Prințul Charles Philippe, Duce de Anjou (n. Charles-Philippe Marie Louis)
- 3 martie: Xavier Bettel, politician luxemburghez
- 4 martie: Len Wiseman, regizor de film, american
- 5 martie: Juan Esnáider (Juan Eduardo Esnáider), fotbalist argentinian (atacant)
- 6 martie: Alin Lupeică, scrimer român
- 8 martie: Tony Campos (Antonio Campos), muzician american de etnie mexicană
- 9 martie: Rona Hartner, cântăreață și actriță de film română (d.2023)
- 9 martie: Matteo Salvini, politician italian
- 10 martie: Nick Bostrom (Niklas Boström), filosof suedez
- 10 martie: Eva Herzigová, fotomodel ceh
- 10 martie: John LeCompt (John Charles LeCompt), muzician american
- 12 martie: Mihai-Aurel Donțu, politician român
- 13 martie: Edgar Davids (Edgar Steven Davids), fotbalist neerlandez
- 14 martie: Cristian Coroian (Cristian Ambrozie Coroian), fotbalist român (atacant)
- 18 martie: Max Barry, scriitor australian
- 19 martie: Sebastian Cavazza, actor sloven
- 22 martie: Elvira Deatcu, actriță română de film și teatru
- 23 martie: Jerzy Dudek (Jerzy Henryk Dudek), fotbalist polonez (portar)
- 23 martie: Milorad Mažić, arbitru sârb de fotbal
- 23 martie: Bojana Radulović, handbalistă maghiară
- 24 martie: Jacek Waldemar Bąk, fotbalist polonez
- 24 martie: Jim Parsons (James Joseph Parsons), actor american
- 25 martie: Dolunay Soysert, actriță turcă
- 26 martie: T. R. Knight (Theodore Raymond Knight), actor american
- 26 martie: Cătălin Ovidiu Buhăianu-Obuf, politician român
- 29 martie: Marc Overmars, fotbalist neerlandez
- 29 martie: Cristian Panait, procuror român (d. 2002)
- 30 martie: Jan Koller, fotbalist ceh (atacant)
- 31 martie: Cătălin Țăranu, jucător român (go)

### Aprilie
- 2 aprilie: Monica Iagăr, atletă română
- 3 aprilie: Eugen Pîrvulescu, politician român
- 4 aprilie: Lăcrămioara Filip, sportivă română (gimnastică artistică și aerobică)
- 5 aprilie: Élodie Bouchez, actriță franceză de film
- 7 aprilie: Jeanine Hennis-Plasschaert, politiciană neerlandeză
- 9 aprilie: Andreas Schwab, politician german
- 9 aprilie: Dan Șova, politician român
- 10 aprilie: Roberto Carlos (Roberto Carlos da Silva Rocha), fotbalist brazilian
- 10 aprilie: Dănuț Șomcherechi, fotbalist român
- 11 aprilie: Jennifer Esposito, actriță de film și TV, dansatoare și fotomodel american
- 12 aprilie: Christian Panucci, fotbalist italian
- 14 aprilie: Roberto Ayala (Roberto Fabián Ayala), fotbalist argentinian
- 15 aprilie: Adrien Brody, actor american de film și TV
- 16 aprilie: Gabriela-Lola Anghel, politiciană română
- 16 aprilie: Oksana Ermakova, scrimeră sovietică
- 16 aprilie: Aliaune Thiam, cântăreț senegalezo-american
- 18 aprilie: Inna Gliznuța, atletă din R. Moldova
- 19 aprilie: Roger Nilsson, muzician suedez
- 20 aprilie: Toshihide Saito, fotbalist japonez
- 21 aprilie: Yoshiharu Ueno, fotbalist japonez
- 22 aprilie: Marius Manolache, șahist român
- 23 aprilie: Nicu Paleru, muzician român
- 27 aprilie: Sharlee D'Angelo, muzician suedez
- 28 aprilie: Pauleta (Pedro Miguel Carreiro Resendes), fotbalist portughez (atacant)
- 28 aprilie: Andrzej Szejna, politician polonez
- 29 aprilie: David Belle, actor francez
- 30 aprilie: Leigh Francis (Leigh Szaak Francis), actor britanic

### Mai
- 1 mai: Diana Hayden, actriță de film și fotomodel indian
- 1 mai: Radu Mudreac, politician din R. Moldova
- 1 mai: Oliver Neuville (Oliver Patric Neuville), fotbalist german (atacant)
- 1 mai: Susanne Wolff, actriță germană
- 5 mai: Radu Ghidău, politician român
- 8 mai: Hiromu Arakawa, artistă japoneză (manga)
- 10 mai: Rüștü Reçber, fotbalist turc (portar)
- 11 mai: Spencer Smith, triatlonist britanic
- 12 mai: Mirela Oprișor, actriță română
- 12 mai: Lutz Pfannenstiel, fotbalist german (portar)
- 13 mai: Viorel-Ionel Blăjuț, politician român
- 14 mai: Ionela Bruchental-Pop, politiciană română
- 15 mai: Laura Codruța Kövesi, procuror român, procuror-șef la Parchetul European
- 16 mai: Ștefan Creangă, politician din R. Moldova
- 19 mai: Dario Franchitti, pilot britanic de formula Indy Car
- 19 mai: Hugues Obry, scrimer francez
- 24 mai: Jill Johnson (Jill Anna Maria Johnsson), cântăreață suedeză
- 24 mai: Ruslana (Ruslana Stepanivna Lîjiciko), cântăreață ucraineană
- 24 mai: Vladimír Šmicer, fotbalist ceh
- 28 mai: Lionel Letizi, fotbalist francez (portar)
- 29 mai: Alpay Özalan, fotbalist turc
- 31 mai: Natașa Koroleva, cântăreață rusă

### Iunie
- 1 iunie: Heidi Klum, fotomodel și moderatoare TV americană, de etnie germană
- 4 iunie: Miki (Mihaela Rodica Marinache), cântăreață română
- 5 iunie: Cavanșir Rahimov, militar azer (d. 1992)
- 7 iunie: Daniel Baston (Daniel Eugen Baston), fotbalist român (atacant)
- 7 iunie: Cristi Gram (Cristian Gram), chitarist român (rock)
- 8 iunie: Radu Rebeja, fotbalist din R. Moldova
- 9 iunie: Attila Cseke, avocat român de etnie maghiară
- 10 iunie: Faith Evans (Faith Renée Evans), cântăreață americană
- 12 iunie: Cosmin Bodea, fotbalist român
- 15 iunie: Tore André Flo, fotbalist norvegian (atacant)
- 15 iunie: Neil Patrick Harris, actor de film, teatru și TV, cântăreț, regizor, producător american
- 15 iunie: Sandu Pop, comedian, actor și prezentator de televiziune, român
- 16 iunie: Nikos Machlas, fotbalist grec (atacant)
- 16 iunie: Federica Mogherini (Federica Maria Mogherini), politiciană italiană
- 16 iunie: Oana Zăvoranu (n. Ioana Zăvoranu), actriță, cântăreață română
- 17 iunie: Louis Leterrier, regizor de film, francez
- 17 iunie: Leander Paes, jucător indian de tenis
- 19 iunie: Anatolie Dimitriu, politician din R. Moldova
- 20 iunie: Reggie Elliot, baschetbalist american
- 23 iunie: Eisuke Nakanishi, fotbalist japonez
- 23 iunie: Marija Naumova, cântăreață letonă
- 23 iunie: Adrian Wiener, politician român
- 24 iunie: DJ Tonka (n. Thomas-René Gerlac), muzician german
- 26 iunie: Marian Jilăveanu, fotbalist român (atacant)
- 27 iunie: Nicolae Marin, politician român
- 28 iunie: Clotilde Armand (Clotilde Marie Brigitte Armand), politiciană română, primar al sectorului 1 (din 2020)
- 28 iunie: Kjetil-Vidar Haraldstad, baterist norvegian
- 29 iunie: Kento Masuda, compozitor japonez
- 30 iunie: Emi Stambolova, cântăreață bulgară

### Iulie
- 4 iulie: Jan Magnussen, pilot danez de Formula 1
- 4 iulie: Tony Popovic, fotbalist australian
- 5 iulie: Marcus Allbäck (Marcus Christian Allbäck), fotbalist suedez (atacant)
- 6 iulie: Takafumi Ogura, fotbalist japonez (atacant)
- 9 iulie: Shigeyoshi Mochizuki, fotbalist japonez
- 10 iulie: Sofía Vergara (Sofía Margarita Vergara Vergara), actriță mexicană
- 12 iulie: Christian Vieri, fotbalist italian (atacant)
- 15 iulie: Brian Austin Green, actor american
- 15 iulie: Theodor Paleologu, profesor român
- 16 iulie: Katherina Reiche, politiciană germană
- 19 iulie: Monica Anisie (Monica Cristina Anisie), ministru al Educației și Cercetării (2019-2020)
- 19 iulie: Aurel Bratu, scrimer român
- 19 iulie: Csaba Pataki, senator român
- 20 iulie: Haakon, Prințul Moștenitor al Norvegiei
- 20 iulie: Monkhaen Kaenkoon, cântăreț thailandez
- 20 iulie: Claudio Reyna, fotbalist american
- 21 iulie: Roberto Bisconti, fotbalist belgian
- 25 iulie: Yoichi Doi, fotbalist japonez (portar)
- 25 iulie: Kevin Phillips (Kevin Mark Phillips), fotbalist englez (atacant)
- 26 iulie: Kate Beckinsale (Kathryn Bailey Beckinsale), actriță britanică de film
- 26 iulie: Chris Pirillo, scriitor american
- 29 iulie: Florian Bichir, istoric și publicist român
- 30 iulie: Ümit Davala, fotbalist turc
- 31 iulie: Oleh Vînnîk, cântăreț și actor ucrainean

### August
- 9 august: Filippo Inzaghi, fotbalist italian (atacant) și antrenor
- 19 august: Mette-Marit, Prințesă a Norvegiei, soția Prințului Moștenitor Haakon al Norvegiei
- 30 august: Ana Birchall, politiciană română

### Septembrie
- 2 septembrie: Savo Milošević, fotbalist sârb (atacant)
- 5 septembrie: Corneliu Papură, fotbalist român
- 5 septembrie: Valentin Adrian Velcea, fotbalist român
- 6 septembrie: Carlo Cudicini, fotbalist italian (portar)
- 6 septembrie: Iuri Șatunov, cântăreț rus (d. 2022)
- 8 septembrie: Petre Marin, fotbalist român
- 8 septembrie: Florin-Dan Tripa, politician român
- 9 septembrie: Bogdan Aurescu, diplomat român, ministru de Externe (din 2019)
- 10 septembrie: György Dragomán, scriitor maghiar
- 11 septembrie: In-Grid (n. Ingrid Alberini), cântăreață italiană
- 12 septembrie: Paul Walker (Paul William Walker), actor american de film și TV (d. 2013)
- 13 septembrie: Fabio Cannavaro, fotbalist italian
- 13 septembrie: Olve Eikemo (n. Abbath Doom Occulta), muzician norvegian
- 13 septembrie: Roman Iagupov, cântăreț din R. Moldova
- 14 septembrie: Andrew Lincoln (Andrew James Clutterbuck), actor britanic
- 16 septembrie: Camiel Eurlings, politician neerlandez
- 18 septembrie: Mário Jardel (Mário Jardel de Almeida Ribeiro), fotbalist brazilian (atacant)
- 19 septembrie: Cristiano da Matta (Cristiano Monteiro da Matta), pilot brazilian de Formula 1
- 21 septembrie: Edgars Rinkēvičs, politician leton, președinte al Letoniei
- 23 septembrie: Toshihiro Hattori, fotbalist japonez
- 25 septembrie: Tijani Babangida, fotbalist nigerian
- 27 septembrie: Vratislav Lokvenc, fotbalist ceh (atacant)
- 27 septembrie: Stanislav Pozdniakov, sabrer rus
- 29 septembrie: Zsolt Török, alpinist român de etnie maghiară

### Octombrie
- 2 octombrie: Susana González, actriță mexicană
- 3 octombrie: Neve Campbell (Neve Adrianne Campbell), actriță canadiană de film
- 4 octombrie: Chris Parks (Christopher Joseph Parks), wrestler american
- 5 octombrie: Cédric Villani, matematician francez, laureat cu Medalia Fields
- 6 octombrie: Silviu Biriș, actor român de film
- 6 octombrie: Maiko Tono, actriță japoneză
- 6 octombrie: Andreea Ehritt-Vanc, jucătoare profesionistă de tenis din România
- 7 octombrie: Dida (Nélson de Jesus Silva), fotbalist brazilian (portar)
- 7 octombrie: Sami Tuomas Hyypiä, fotbalist finlandez
- 8 octombrie: Arsen Avetisian, fotbalist armean (atacant)
- 8 octombrie: Igor Cașu, istoric din R. Moldova
- 8 octombrie: Alberto Undiano Mallenco, medic chirurg spaniol
- 11 octombrie: Radu-Adrian Pau, politician român
- 13 octombrie: Sven Voelpel (Sven Constantin Voelpel), economist german
- 15 octombrie: Alex Nyarko, fotbalist ghanez
- 18 octombrie: Silviu Hurduzeu, politician român
- 21 octombrie: Matthias Groote, politician german
- 22 octombrie: Andrés Palop Cervera, fotbalist spaniol (portar)
- 22 octombrie: Ichiro Suzuki, jucător japonez de baseball
- 23 octombrie: Cassanova (n. Laurian Cozma), rapper român
- 23 octombrie: Russell Dlamini, politician din Eswatini, prim-ministru
- 24 octombrie: Adrian George Scutaru, politician român
- 25 octombrie: Suheir Hammad, poetă, scriitoare, actriță de film și activistă de etnie palestiniană
- 26 octombrie: Oleg Brega, jurnalist român
- 28 octombrie: Adrian Ianculescu, sportiv român (gimnastică artistică)
- 28 octombrie: Montel Vontavious Porter, wrestler american
- 29 octombrie: Masakiyo Maezono, fotbalist japonez
- 29 octombrie: Robert Pirès (Robert Emmanuel Pirès), fotbalist francez

### Noiembrie
- 1 noiembrie: Assia (Assia Maouene), cântăreață franceză
- 1 noiembrie: Aishwarya Rai, actriță indiană
- 3 noiembrie: Mick Thomson (Mickael Gordon Thomson), muzician american
- 6 noiembrie: Daniel Usvat, fotbalist român
- 7 noiembrie: Martín Palermo, fotbalist argentinian (atacant)
- 10 noiembrie: Patrik Berger, fotbalist ceh
- 15 noiembrie: Lilian Popescu, fotbalist din R. Moldova
- 18 noiembrie: Darko Kovačević, fotbalist sârb (atacant)
- 20 noiembrie: Mihai Donțu, actor român și regizor de teatru (d. 2020)
- 28 noiembrie: Leonard Nemțanu, fotbalist român
- 28 noiembrie: Marilen-Gabriel Pirtea, politician român
- 29 noiembrie: Ryan Joseph Giggs (n. Ryan Joseph Wilson), fotbalist galez
- 30 noiembrie: Nimród Antal, scenarist, actor de film și regizor american de etnie maghiară

### Decembrie
- 2 decembrie: Monica Seleș, jucătoare americană de tenis, de etnie iugoslavă
- 2 decembrie: Jan Ullrich, ciclist german
- 3 decembrie: Holly Marie Combs, actriță americană de film și TV, producătoare TV
- 3 decembrie: Tyler Ramsey (Tyler Capen Ramsey), artist american
- 3 decembrie: Gheorghe-Mirel Taloș, politician român
- 4 decembrie: Tyra Banks (Tyra Lynne Banks), actriță americană de film, moderatoare TV, cântăreață și fotomodel
- 5 decembrie: Neil Codling (Neil John Codling), muzician britanic
- 5 decembrie: Sorin Grindeanu (Sorin Mihai Grindeanu), politician român
- 5 decembrie: Ciprian Vălcan, eseist și filosof român
- 6 decembrie: Nikos Christodoulides, politician, diplomat și academician cipriot, președinte al Ciprului
- 6 decembrie: Mihai Goțiu, activist și politician român
- 8 decembrie: Corey Taylor (Corey Todd Taylor), cântăreț și compozitor american
- 9 decembrie: Nicolae Constantin, fotbalist român
- 10 decembrie: Gabriela Spanic, actriță venezueleană
- 13 decembrie: Eduard-Stelian Martin, politician român
- 14 decembrie: Ioan Narcis Chisăliță, politician român
- 14 decembrie: Jean-Paul Mendy, pugilist francez
- 15 decembrie: Cristina Bontaș, sportivă română (gimnastică artistică) și antrenoare
- 16 decembrie: Scott Storch (Scott Spencer Storch), rapper și producător american
- 18 decembrie: Andrei Aradits, actor român
- 18 decembrie: Romeo Gontineac, rugbist român
- 18 decembrie: Ruslan Ivanov, ciclist din R. Moldova
- 23 decembrie: Liviu-Ionuț Moșteanu, politician român
- 24 decembrie: Grutle Kjellson (n. Grutle Kjetil), muzician norvegian
- 24 decembrie: Stephenie Meyer (n. Stephenie Morgan), scriitoare americană
- 25 decembrie: Tadatoshi Masuda, fotbalist japonez
- 25 decembrie: Gabriel Popescu, fotbalist român
- 26 decembrie: Elena Udrea (Elena Gabriela Udrea), politiciană română, ministru al turismului (2008-2012)
- 30 decembrie: Alin Banceu, fotbalist român (atacant)
- 30 decembrie: Jason Behr (Jason Nathaniel Behr), actor american
- 30 decembrie: Tiberiu Ușeriu, ultramaratonist român
- 31 decembrie: Amir Karič, fotbalist sloven

## Decese

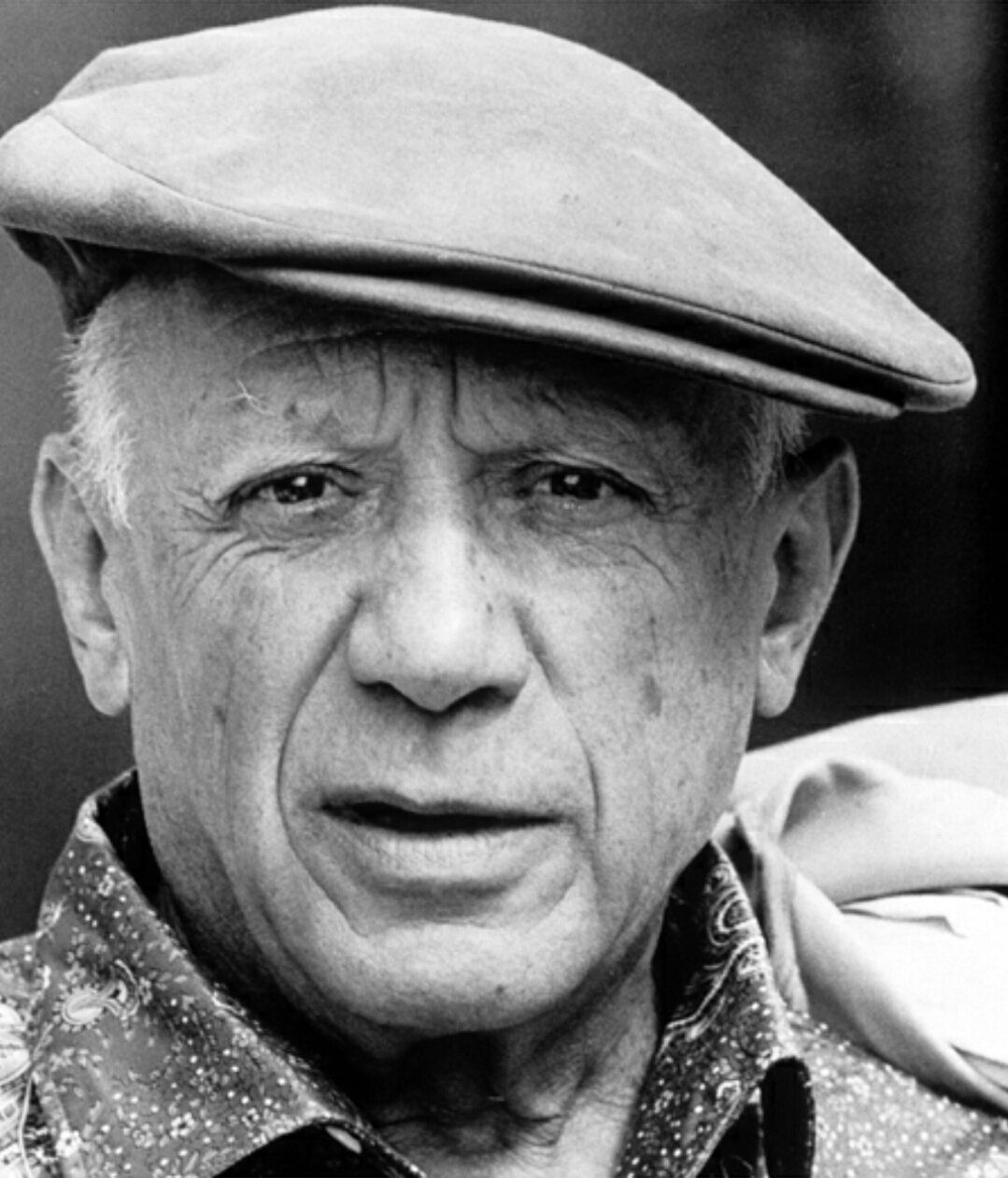
Pablo Picasso, pictor spaniol

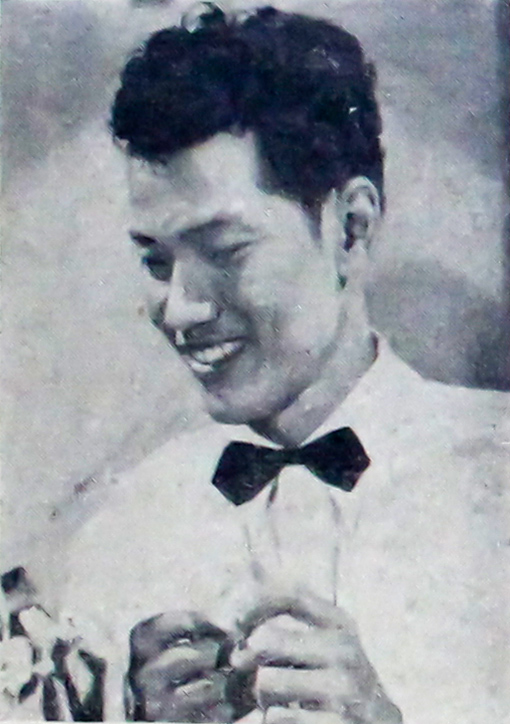
P. Ramlee, un celebru actor, cântăreț și regizor malaezian

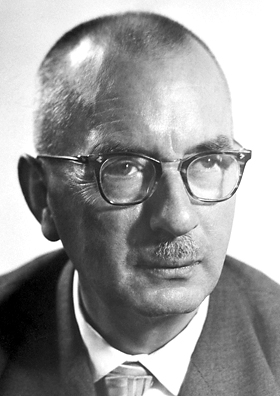
Karl Ziegler, chimist german, laureat Nobel

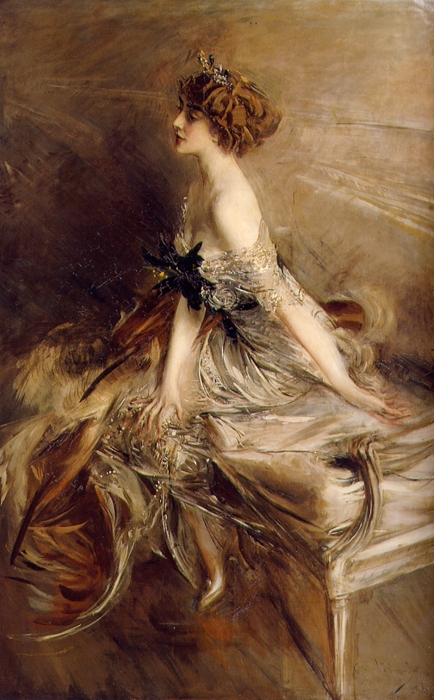
Martha Bibescu, poetă, om politic, memorialistă de origine română

- 1 ianuarie: František Běhounek, 74 ani, fizician ceh, explorator și scriitor (n. 1898)
- 1 ianuarie: Nicolae Mișu, 79 ani, jucător român de tenis (n. 1893)
- 2 ianuarie: Petre Borilă (n. Iordan Dragan Rusev), 66 ani, comunist român (n. 1906)
- 2 ianuarie: José Eleazar López Contreras, 89 ani, politician venezuelean (n. 1883)
- 17 ianuarie: Tarsila do Amaral, 86 ani, pictoriță braziliană (n. 1886)
- 22 ianuarie: Lyndon B. Johnson, 64 ani, al 36-lea președinte al Statelor Unite (1963-1969), (n. 1908)
- 31 ianuarie: Ragnar Anton Kittil Frisch, 77 ani, economist norvegian laureat al Premiului Nobel (1969), (n. 1895)
- 3 februarie: Alexandru Tyroler, 81 ani, șahist slovac (n. 1891)
- 11 februarie: J. Hans D. Jensen,  65 ani, fizician german, laureat al Premiului Nobel (1963), (n. 1907)
- 5 martie: Leo Vaz, scriitor brazilian (n. 1890)
- 6 martie: Pearl S. Buck (n. Pearl Comfort Sydenstricker), 80 ani, scriitoare americană, laureată a Premiului Nobel (1938), (n. 1892)
- 18 martie: Demostene Botez, 80 ani, scriitor român (n. 1893)
- 18 martie: Roland Dorgelès, 87 ani, scriitor francez (n. 1885)
- 24 martie: Haim Hazaz, 74 ani, scriitor israelian (n. 1898)
- 26 martie: Noel Coward, 73 ani, scenarist, compozitor și actor de etnie britanică (n. 1899)
- 30 martie: Mendel Haimovici, 67 ani, matematician român (n. 1906)
- 4 aprilie: Teodor M. Popescu, 79 ani, jurnalist român (n. 1893)
- 7 aprilie: Hagop Djololian Siruni, 83 ani, istoric armean (n. 1890)
- 8 aprilie: Pablo Picasso (Pablo Diego José Francisco de Paula Juan Nepomuceno María de los Remedios Cipriano de la Santísima Trinidad Ruiz y Picasso), 91 ani, pictor spaniol (n. 1881)
- 25 aprilie: Frank Jack Fletcher, 87 ani, ofițer american (n. 1885)
- 28 aprilie: Robert Buron, 63 ani, politician francez (n. 1910)
- 28 aprilie: Jacques Maritain, 90 ani, filosof francez (n. 1882)
- 1 mai: Asger Jorn (n. Asger Oluf Jørgensen), 59 ani, artist danez (n. 1914)
- 4 mai: Efraim Auerbach (aka Froim Oyerbach), 81 ani, poet israelian-american de limba idiș (n. 1891)
- 8 mai: Alexander Archer Vandegrift, 86 ani, ofițer american (n. 1887)
- 11 mai: Lex Barker (n. Alexander Crichlow Barker Jr.), 54 ani, actor american (n. 1919)
- 17 mai: Maggie Laubser (n. Maria Magdalena Laubser), 87 ani, pictoriță sud-africană (n. 1886)
- 18 mai: Avraham Shlonsky, 73 ani, poet israelian (n. 1900)
- 21 mai: Grigore Constantin Moisil, 67 ani, matematician român (n. 1906)
- 29 mai: P. Ramlee, un celebru actor, cântăreț și regizor malaezian (n. 1929)
- 4 iunie: Maurice René Fréchet, 94 ani, matematician francez (n. 1878)
- 10 iunie: Erich von Manstein (n. Fritz Erich von Lewinski), 85 ani, ofițer nazist german (n. 1887)
- 10 iunie: Rudolf Woinaroski, 63 ani, matematician român (n. 1910)
- 18 iunie: Prințul Vsevolod Ivanovici al Rusiei, 59 ani (n. 1914)
- 20 iunie: Prințesa Maria di Grazia a celor Două Sicilii (n. Maria da Graça Pia Clara Ana Teresa Isabela Adelaide Apolônia Ágata Cecília Filomena Antônia Lúcia Cristina Catarina), 94 ani (n. 1878)
- 20 iunie: Márton Keleti, 68 ani, regizor maghiar de film (n. 1905)
- 3 iulie: Mihail Corbuleanu, 79 ani, ofițer român (n. 1894)
- 7 iulie: Veronica Lake, 50 ani, actriță americană de film (n. 1922)
- 11 iulie: Robert Ryan, 63 ani, actor american (n. 1909)
- 13 iulie: Marțian Negrea, 80 ani, compozitor român (n. 1893)
- 18 iulie: Masao Mishima (n. Masao Nagaoka), 67 ani, actor japonez (n. 1906)
- 20 iulie: Mihail Isakovski, 73 ani, poet rus (n. 1900)
- 20 iulie: Bruce Lee (n. Lee Jun-fan), 32 ani, actor chinezo-american, instructor de arte marțiale (n. 1940)
- 25 iulie: Dezső Pattantyús-Ábrahám, 98 ani, politician maghiar (n. 1875)
- 28 iulie: Mihail Roșianu, 72 ani, comunist român (n. 1900)
- 1 august: Walter Ulbricht, 80 ani, comunist german, președinte al Republicii Democate Germane (1950-1971), (n. 1893)
- 2 august: Jean-Pierre Melville (n. Jean-Pierre Grumbach), 55 ani, regizor de film, francez (n. 1917)
- 6 august: Sică Alexandrescu, 76 ani, regizor român (n. 1896)
- 6 august: Fulgencio Batista, 72 ani, ofițer, politician și dictator cubanez, al 19-lea președinte al Cubei (1940-1944 și 1952-1959), (n. 1901)
- 11 august: Karl Ziegler, 74 ani, chimist german, laureat al Premiului Nobel (1963), (n. 1898)
- 12 august: Walter Rudolf Hess, 92 ani, fiziolog elvețian, laureat al Premiului Nobel (1949), (n. 1881)
- 17 august: Conrad Aiken, 84 ani, scriitor american (n. 1889)
- 31 august: John Ford, 79 ani, regizor american (n. 1895)
- 2 septembrie: Voinea Marinescu (n. Voinea Marinoff), 58 ani, medic chirurg român (n. 1915)
- 2 septembrie: John Ronald Reuel Tolkien, 81 ani, scriitor englez, (n. 1892)
- 7 septembrie: Nicolae Argintescu-Amza, 68 ani, traducător român (n. 1904)
- 11 septembrie: Salvador Allende, 65 ani, medic și politician chilian, al 29-lea președinte al Republicii Chile (1970-1973), (n. 1908)
- 15 septembrie: Gustaf al VI-lea Adolf, 90 ani, rege al Suediei (n. 1882)
- 17 septembrie: Contesa Ina Marie von Bassewitz, 85 ani, soția prințului Oskar al Prusiei (n. 1888)
- 23 septembrie: Pablo Neruda (n. Ricardo Eliezer Neftalí Reyes y Basoalto), 69 ani, poet chilian, laureat al Premiului Nobel (1971), (n. 1904)
- 26 septembrie: Anna Magnani, 65 ani, actriță italiană de film, laureată al Premiului Oscar (1956), (n. 1908)
- 29 septembrie: Wystan Hugh Auden, 66 ani, scriitor englez (n. 1907)
- 2 octombrie: Paavo Nurmi, 76 ani, atlet finlandez (n. 1897)
- 5 octombrie: Milunka Savić-Gligorević, 83 ani, femeie-soldat sârbă (n. 1890)
- 7 octombrie: Alexandru Froda, 79 ani, matematician român (n. 1894)
- 8 octombrie: Gabriel Marcel, 83 ani, filosof, dramaturg, critic literar și teatral, muzician și teatrolog francez (n. 1889)
- 17 octombrie: Ingeborg Bachmann, 47 ani, poetă austriacă (n. 1926)
- 22 octombrie: Pablo Casals, 96 ani, violoncelist și dirijor spaniol (n. 1876)
- 25 octombrie: Abebe Bikila, 41 ani, atlet etiopian, campion olimpic la maraton (n. 1932)
- 26 octombrie: Semion Budionnîi, 90 ani, ofițer sovietic (n. 1883)
- 10 noiembrie: Zeke Zettner (n. Thomas Zettner), 25 ani, muzician american (The Stooges), (n. 1948)
- 11 noiembrie: Artturi Ilmari Virtanen, 78 ani, chimist finlandez, laureat al Premiului Nobel (1945), (n. 1895)
- 25 noiembrie: Elisa Leonida Zamfirescu, 86 ani, ingineră română (n. 1887)
- 27 noiembrie: Constantin T. Nicolau, 76 ani, medic român (n. 1897)
- 28 noiembrie: Martha Bibescu, 84 ani, poetă, om politic, memorialistă de etnie română (n. 1889)
- 1 decembrie: David Ben Gurion, 87 ani, politician israelian, prim-ministru al Israelului (n. 1886)
- 3 decembrie: József Darvas, 61 ani, scriitor și om politic maghiar (n. 1912)
- 6 decembrie: Arhiducesa Isabella de Austria, 86 ani (n. 1887)
- 8 decembrie: Griffith Conrad Evans, 86 ani, matematician american (n. 1887)
- 17 decembrie: Charles Greeley Abbot, 101 ani, astrofizician american (n. 1872)
- 20 decembrie: Bobby Darin (n. Walden Robert Cassotto), 37 ani, cântăreț, compozitor și actor de film american (n. 1936)
- 25 decembrie: Ismet Inönü, 89 ani, politician turc, al 2-lea președinte al Turciei (1938-1950), (n. 1887)
- 30 decembrie: Alexandru Bogza, 78 ani, muzician și filosof român (n. 1895)

## Premii Nobel
- Fizică: Leo Esaki (Japonia), Ivar Giaever (Norvegia), Brian David Josephson (Regatul Unit)
- Chimie: Ernst Otto Fischer (RFG), Geoffrey Wilkinson (Regatul Unit)
- Medicină: Karl von Frisch, Konrad Lorenz (Austria), Nikolaas Tinbergen (Țările de Jos)
- Literatură: Patrick White (Australia)
- Pace: Henry A. Kissinger (RFG), Lê Ðức Thọ (Vietnam)